# Раймонд Вагенщайн
Вижте пояснителната страница за други личности с името Вагенщайн.
Раймонд Анжел Вагенщайн е български кинокритик, сценарист, автор на готварски книги, съсобственик и управител на ИК „Колибри“, създадена през 1990 година.

## Биография
Роден е през 1951 г. в София. Син е на писателя Анжел Вагенщайн. Магистър по право в Софийския университет „Св. Климент Охридски“. Специализирал е кинодраматургия.
Раймонд Вагенщайн е съавтор на филма „Аз, Графинята“, спечелил седем международни и няколко национални отличия, вкл. награда за „Най-добър европейски филмов дебют“, Торино, 1989.
Той е съосновател и първи президент на Асоциацията на българските книгоиздатели (1994).
За периода 1994-2003 г. е президент на Асоциацията на българските книгоиздатели (няколко пъти). От 1995 до 2005 година е директор на Международния панаир на книгата в София.
Автор е на книгите „Моята кухня“ (1996), „Моята кухня 2“ (1998), „Българската кухня“ (Париж, 2006), „Аз, Графинята“ (2007) и „Моята кухня 3“ (2009).